# Juhan Kukk
Juhan Kukk (Karü, Estonia, 13 de abril de 1885 - Kárgopol, Unión Soviética, 4 de diciembre de 1942), también conocido como Johann Kukk, fue un político estonio que fue Anciano del Estado de Estonia de noviembre de 1922 a agosto de 1923.

## Biografía

### Primeros años
Kukk nació en Käru (actualmente parroquia de Väike-Maarja), condado de Wierland. Se graduó de la Escuela Superior de Ciencias de Tartu, estudió en el Departamento de Comercio de la Escuela Politécnica de Riga entre 1904 y 1910 y finalmente obtuvo su primer título en Alemania.
A partir de 1910 comenzó su carrera económica como consultor en el Banco de Préstamos y Ahorros de Dorpat y como periodista para periódicos económicos. Durante la Primera Guerra Mundial fue miembro del Comité de Alimentación de Estonia.

### Carrera política
Kukk dirigió el departamento financiero de la Asamblea Provincial de Estonia entre 1917 y 1918, fue Ministro de Finanzas y Bienes del Estado del gobierno provisional de Estonia entre 1918 y 1919, Ministro de Finanzas de la República de Estonia entre 1919 y 1920 y, posteriormente, Ministro de Comercio e Industria entre 1920 y 1921.
Fue miembro del I y II Riigikogu de 1920 a 1926. Del 18 de noviembre de 1921 al 20 de noviembre de 1922, también fue presidente del Riigikogu; dimitió como Presidente tras ser nombrado Anciano del Estado, cargo que ocupó hasta el 2 de agosto de 1923. Tras la salida de Kukk del Riigikogu, fue sucedido por Johann Kana.
Kukk fue un activo promotor del movimiento cooperativo y también fue presidente del consejo de la Unión Cooperativa de Estonia, director de la Unión Central de la Unión de Consumidores de Estonia y, durante un tiempo, presidente de la junta directiva de esta última.
Además de su carrera política, Kukk también trabajó como banquero. En 1920, asumió la presidencia del consejo del Banco Popular de Estonia y fue director del Banco de Estonia entre 1924 y 1926. Con sus reformas financieras, sentó las bases para una moneda estonia independiente.

### Arresto y muerte
Tras la ocupación de Estonia y los demás estados bálticos por la Unión Soviética en 1940, Kukk fue arrestado por la NKVD y deportado a Rusia. Murió en prisión en Kárgopol, óblast de Arcángel, en 1942.

## Premios y galardones
- Cruz de la Libertad (1920).